# Jean De Busschere

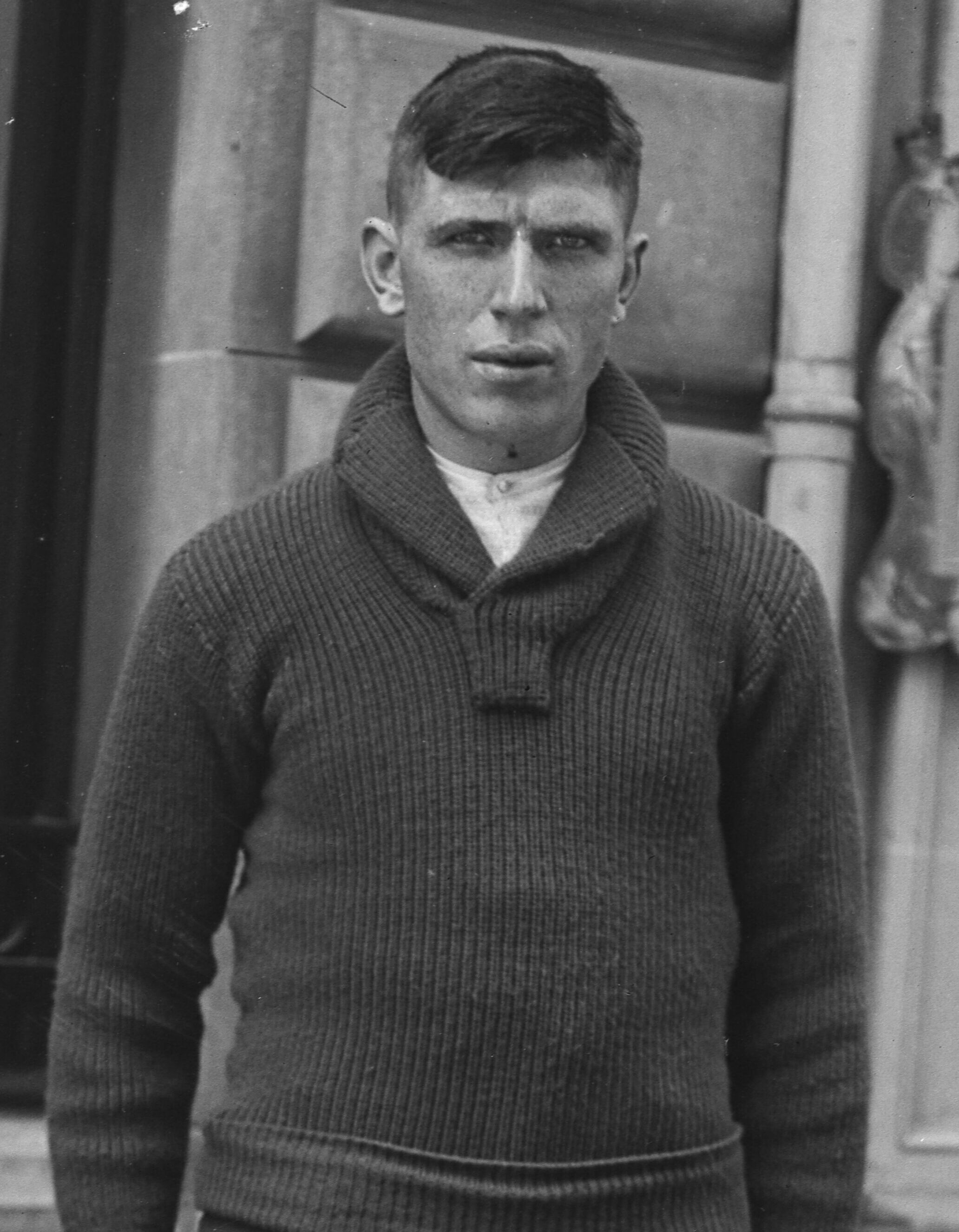
Jean De Busschere (1928)

Jean De Busschere (* 16. Februar 1900 in Dworp; † 16. Januar 1987 in Sint-Genesius-Rode) war ein belgischer Radrennfahrer.

## Sportliche Laufbahn
De Busschere (auch Jean Debusschere) war im Straßenradsport aktiv. Von 1924 bis 1933 war er Unabhängiger und Berufsfahrer. 1926 siegte er in der Belgien-Rundfahrt vor Félix Sellier. Er holte zwei Tageserfolge in dem Etappenrennen. In Belgien konnte er einige Kriterien und Eintagesrennen gewinnen (darunter den Textielprijs Vichte 1930). Zweiter wurde er bei Brüssel–Paris 1925 und bei Antwerpen–Brüssel 1931.
In der Tour de France 1926 war er ausgeschieden, 1927 kam er auf den 13. Gesamtrang.